# Đội tuyển Davis Cup Đông Caribe
Đội tuyển Davis Cup Đông Caribe đại diện các quốc gia thành viên của Tổ chức bang Đông Caribe tham gia giải đấu quần vợt Davis Cup.
Đội đại diện tất cả các thành viên của (OECS) và các thành viên hợp tác nơi mà dân số không vượt quá 200,000.
Đông Caribe chưa thi đấu từ năm 2004.  Đội vào đến bán kết cả Nhóm II năm 1991.

## Lịch sử
Eastern Caribbean lần đầu tiên tham gia Davis Cup vào năm 1991.  Các vận động viên từ các quốc gia thành viên trước đây thi đấu cho đội Caribe/Tây Ấn.

## Quốc gia đại diện
- Anguilla
- Quần đảo Virgin (Anh)
- Grenada
- Montserrat
- Saint Kitts và Nevis
- Saint Vincent và Grenadines